# Karl Christ (Bibliothekar)
Karl Christ (* 16. März 1878 in Geisenheim (Nassau); † 16. Dezember 1943 in Berlin) war ein deutscher Bibliothekar, Romanist und Philologe.

## Leben
Christs Eltern waren der Gutsbesitzer Karl Christ und seine Frau Elisabeth, geb. Holzbeck. Er machte als Externer sein Abitur und studierte anschließend neuere Sprachen an den Universitäten Straßburg, Bonn und London. 1905 wurde er in Straßburg promoviert (Quellenstudien zu den Dramen Thomas Middletons).
Anschließend begann er 1906 die Bibliotheksausbildung als Volontär an der Landesbibliothek in Kassel, der Universitätsbibliothek Marburg und der Universitätsbibliothek Göttingen. Hier wurde er 1908 Assistent und blieb dort bis 1914, unterbrochen durch mehrere Beurlaubungen an die Universitätsbibliothek Münster und an die Bibliothek des Preußischen Historischen Instituts in Rom. 1914 ging er an die Staatsbibliothek Berlin, bevor er 1921 Direktor an der Universitätsbibliothek Halle wurde. 1927 wechselte er an die Staats- und Universitätsbibliothek nach Breslau. 1932 wurde er Direktor der Handschriftenabteilung der Preußischen Staatsbibliothek. Sein Spezialgebiet war die Geschichte der mittelalterlichen Bibliotheken.
1924 wurde Karl Christ Honorar-Professor an der Universität Halle, 1924 an der Universität Breslau und 1930 an der Berliner Universität. Er war verheiratet mit Hildegard, geb. Getschmann. Er und seine Frau starben 1943 bei einem Luftangriff der Alliierten auf Berlin.

## Veröffentlichungen (Auswahl)
- Die altfranzösischen Handschriften der Palatina: ein Beitrag zur Geschichte der Heidelberger Büchersammlungen und zur Kenntnis der älteren französischen Literatur. Harrassowitz, Leipzig 1916 (Zentralblatt für Bibliothekswesen. Beiheft; 46) (Digitalisat).
- (Hrsg.) zusammen mit Hermann Degering und Julius Schuster: Aus der Handschriften-Abteilung der Preußischen Staatsbibliothek: Abhandlungen und Nachbildungen von Autographen; Ludwig Darmstaedter zum 75. Geburtstag. Breslauer, Berlin 1922.
- Neue Voltairebriefe. In: Hermann Degering, Karl Christ und Julius Schuster (Hrsg.): Aus der Handschriften-Abteilung der Preußischen Staatsbibliothek: Abhandlungen und Nachbildungen von Autographen; Ludwig Darmstaedter zum 75. Geburtstag. Breslauer, Berlin 1922, S. 78–86.
- Ein bibliothekarischer Briefwechsel des 16. Jahrhunderts De ordinanda bibliotheca. In: Hermann Degering, Karl Christ und Julius Schuster (Hrsg.): Aus der Handschriften-Abteilung der Preußischen Staatsbibliothek; Abhandlungen und Nachbildungen von Autographen; Ludwig Darmstaedter zum 75. Geburtstag. Breslauer, Berlin 1922, S. 64–77.
- Die Bibliothek Reuchlins in Pforzheim. Harrassowitz, Leipzig 1924 (Zentralblatt für Bibliothekswesen. Beiheft; 52).
- Le livre du paumier: ein Beitrag zur Kenntnis der altfranzösischen Mystik. In: Aloys Böhmer (Hrsg.): Mittelalterliche Handschriften, palaeographische, kunsthistorische, literarische und bibliotheksgeschichtliche Untersuchungen; Festgabe zum 60. Geburtstage von Hermann Degering. Hiersemann, Leipzig 1926, S. 57–81 (Digitalisat).
- (Hrsg.): Tragédie du Sac de Cabrière: ein kalvinistisches Drama der Reformationszeit. Niemeyer, Halle (Saale) 1928.
- Die Bibliothek des Klosters Fulda im 16. Jahrhundert: die Handschriften-Verzeichnisse, Harrassowitz, Leipzig 1933 (Zentralblatt für Bibliothekswesen. Beiheft; 64).
- Verzeichnis der Handschriften im Deutschen Reich, Beilage: Ordnung für die Beschreibung der Handschriften, o. O. ca. 1935.
- Kardinal Franz Ehrle. In: Zentralblatt für Bibliothekswesen. Bd. 52 (1935), Heft 1/2, S. 1–47.
- (Hrsg.): Meister Eckart: Die deutschen und lateinischen Werke, Bd. 3,1: Die lateinischen Werke: Expositio sancti evangelii secundum Iohannem. Kohlhammer, Stuttgart 1936.
- Die Schloßbibliothek von Nikolsburg und die Überlieferung der Kapitulariensammlung des Ansegis. In: Deutsches Archiv für Geschichte des Mittelalters. Bd. 1 (1937), Heft 2, S. 281–322.
- Karolingische Bibliothekseinbände. In: Festschrift Georg Leyh. Aufsätze zum Bibliothekswesen und zur Forschungsgeschichte dargebracht zum 60. Geburtstage am 6. Juni 1937 von Freunden und Fachgenossen. Harrassowitz, Leipzig 1937, S. 82–104.
- Geschichte der Bibliotheken im Mittelalter. In: Aloys Bömer u. a. (Hrsg.): Geschichte der Bibliotheken. Harrassowitz, Leipzig 1940 (Handbuch der Bibliothekswissenschaft; 3), S. 90–285.
- Mittelalterliche Bibliotheksordnungen für Frauenklöster. In: Zentralblatt für Bibliothekswesen, Jg. 59 (1942), Heft 1/2, S. 1–28.
- In caput quadragesimae. In: Zentralblatt für Bibliothekswesen, Jg. 60 (1944), Heft 1/2, S. 33–58.